# Intelsat
Intelsat S.A. (Интелсат, англ. The International Telecommunications Satellite Organization) — телекоммуникационная компания. Космическая группировка Intelsat на апрель 2013 года состоит из 55 телекоммуникационных спутников. Это крупнейшая спутниковая компания в мире.
Intelsat предоставляет услуги через разветвленную сеть офисов, расположенных в Люксембурге, Бразилии, Китае, Японии, Гонконге, Франции, Германии, Индии, Сингапуре, ЮАР, ОАЭ, Великобритании и США. Компания оказывает коммуникационные услуги медиа-компаниям, операторам фиксированной и беспроводной телекоммуникации, поставщикам услуг передачи данных для корпоративных и мобильных приложений в воздухе и на море, транснациональным корпорациям и интернет-провайдерам.

## История
Преобразована в частную компанию в 2001 году из Международной телекоммуникационной спутниковой организации. В начале 2004 года Intelsat за 1 млрд $ приобрела шесть орбитальных позиций и шесть спутников, принадлежащих компании Telesat (дочерней структуре Loral Space & Communications). Кроме того, Intelsat получила клиентскую базу кабельных операторов и телевещательных компаний, которая получала телевизионные и звуковые программы с этих спутников.
В 2012 году Intelsat имела 61 спутник, 8 собственных и ряд арендованных телепортов на всех континентах, собственную волоконно-оптическую сеть и арендованные линии связи.  
В 2020 году, в период пандемии COVID-19, сократилась выручка Intelsat от спутниковой связи для гражданской авиации, круизных лайнеров и инфраструктуры нефтяных вышек. Курс акций компании с начала пандемии снизился на 89 %. В мае 2020 года компания подала заявление в суд о своем банкротстве. В феврале 2022 года компания вышла из процедуры банкротства.

### 2023
Заказав у Northrop Grumman модуль продления срока службы спутника, компания сделала ставку на обеспечение бесперебойного обслуживания клиентов. Несмотря на объявленные в марте планы слияния с SES, в июне сделка была отменена. Вместо этого Intelsat сосредоточилась на развитии сегмента авиационной связи, заключив соглашения с Japan Airlines и Hispasat на оснащение самолетов современными системами связи.

### 2024
Intelsat заключила соглашение с CNH Industrial о предоставлении спутниковой связи для сельского хозяйства, обеспечив себе выход на новый сегмент рынка. Крупная сделка с Eutelsat Group на 500 млн долларов США гарантирует Intelsat доступ к ресурсам низкоорбитальной группировки OneWeb на ближайшие семь лет, что позволит компании развивать инновационные решения в области связи. Инвестиции в hiSky подчеркивают интерес Intelsat к перспективным технологиям и укрепляют ее позиции на рынке спутниковой связи.

## Список планировавшихся запусков спутников IntelSat
| Имя         | Тип платформы                           | Орбитальная позиция              | Планируемая дата пуска     | Ракета-носитель          | Полезная нагрузка |
| ----------- | --------------------------------------- | -------------------------------- | -------------------------- | ------------------------ | --- |
| Intelsat 20 | SS/L 1300 Space Systems/Loral (SS/L)    | 68.5° East                       | пуск в 2012                | Ariane-5ECA              | 28 C-band, 46 Ku-band |
| Intelsat 21 | Boeing Satellite Systems (Boeing 702MP) | 58° West                         | запущен 19 августа 2012 г. | РН «Зенит-3SL»           | 40 °C and 40 Ku |
| Intelsat 22 | Boeing Satellite Systems (Boeing 702MP) | 72° East                         | 27 марта 2012 года         | РН «Протон-М» — «Бриз-М» | 24 C × 72 МГц, 18 Ku × 72 МГц, 18 UHF |
| Intelsat 23 | Orbital (Star-2 Bus 2.4)                | 53° West                         | пуск 14 октября 2012 года  | РН «Протон-М» — «Бриз-М» | 24 °C and 15 Ku |
| Intelsat 39 | SSL-1300                                | 62° East для замены Intelsat 902 | август 2019                | Ariane 5                 | C-band circular 3625-4200 MHz Ku-band linear 10.95-11.20 GHz Ku-band linear 11.45-11.70 GHz для предоставления широкополосных сетевых услуг и услуг по распространению видео в Африке, Европе, на Ближнем Востоке и в Азии, заменит Intelsat 902 |

## Список действующих спутников IntelSat
| Имя                             | Производитель                      | Тип платформы | Полезная нагрузка | Позиция  | Ракета-носитель          | Дата запуска     |
| ------------------------------- | ---------------------------------- | ------------- | ----------------- | -------- | ------------------------ | ---------------- |
| Intelsat 701                    | Space Systems Loral                | SS/L 1300     |                   | 180.0°E  | Ариан-44LP V60           | 22 октября 1993  |
| Intelsat 705                    | Space Systems Loral                | SS/L 1300     |                   | 50.0°W   | Atlas IIA (AC-115)       | 22 марта 1995    |
| Intelsat 707                    | Space Systems Loral                | SS/L 1300     |                   | 53.0°W   | Ариан-44LP V84           | 14 марта 1996    |
| Intelsat 709                    | Space Systems Loral                | SS/L 1300     |                   | 85.2°E   | Ариан-44P V87            | 15 июня 1996     |
| Intelsat 801                    | Lockheed Martin                    | LM-3000       |                   | 31.5°W   | Ариан-44P V94            | 28 февраля 1997  |
| Intelsat 802                    | Lockheed Martin                    | LM-3000       |                   | 32.9°E   | Ариан-4 V96              | 25 июня 1997     |
| Intelsat 803                    | Lockheed Martin                    | LM-3000       |                   |          | Ариан-4 V100             | 23 сентября 1997 |
| Intelsat 804                    | Lockheed Martin                    | LM-3000       |                   |          | Ариан-4 V104             | 21 декабря 1997  |
| Intelsat 805                    | Lockheed Martin                    | LM-3000       |                   | 55.5°W   | Atlas IIA (AC-153)       | 18 июня 1998     |
| Intelsat 806                    | Lockheed Martin                    | LM-3000       |                   |          | Atlas IIA (AC-151        | 27 февраля 1998  |
| Intelsat 901                    | Space Systems Loral                | FS-1300       |                   | 18.0°W   | Ариан-44L-3 V141         | 9 июня 2001      |
| Intelsat 902                    | Space Systems Loral                | FS-1300       |                   | 62.0°E   | Ариан-44L-3 V143         | 29 августа 2001  |
| Intelsat 903                    | Space Systems Loral                | FS-1300       |                   | 34.5°W   | Протон-К/Block DM-3 #28L | 30 марта 2002    |
| Intelsat 904                    | Space Systems Loral                | FS-1300       |                   | 60.0°E   | Ариан-44L V148           | 23 февраля 2002  |
| Intelsat 905                    | Space Systems Loral                | FS-1300       |                   | 24.5°W   | Ариан-44L V152           | 6 июня 2002      |
| Intelsat 906                    | Space Systems Loral                | FS-1300       |                   | 64.2°E   | Ариан-44L V154           | 6 сентября 2002  |
| Intelsat 907                    | Space Systems Loral                | FS-1300       |                   | 27.5°W   | Ариан-44L V159           | 15 февраля 2003  |
| Intelsat 10-02                  | Astrium                            | Eurostar 3000 |                   | 1.0°W    | Протон-М/Бриз-М          | 16 июня 2004     |
| Galaxy 28 (Intelsat Americas-8) | Space Systems Loral                | FS-1300       |                   | 89.0°W   | Sea Launch Зенит-3SL     | 23 июня 2005     |
| Galaxy 16 (PanAmSat 16)         | Space Systems Loral                | FS-1300       |                   | 99.0°W   | Sea Launch Зенит-3SL     | 18 июня 2006     |
| Galaxy 17                       | Alcatel                            | FS-1300       |                   | 91.0°W   | Ariane 5-ECA V176        | 5 мая 2007       |
| Galaxy 25                       |                                    |               |                   | 93.5°W   | Протон-К/Block DM-4      | 24 мая 1997      |
| Intelsat-11                     | Orbital Sciences                   | Star-2        |                   | 43.1°W   | Ariane 5GS V178          | 5 октября 2007   |
| Horizons-2                      | Orbital Sciences                   | Star-2        |                   | 85.0°E   | Ariane 5GS V180          | 21 декабря 2007  |
| Galaxy 18 (PanAmSat Galaxy 18)  | Space Systems Loral                | FS-1300       |                   | 123.0°W  | Sea Launch Зенит-3SL     | 21 мая 2008      |
| Galaxy 19 (Intelsat Americas 9) | Space Systems Loral                | FS-1300       |                   | 97.0°W   | Sea Launch Зенит-3SL     | 24 сентября 2008 |
| Intelsat 14                     | Space Systems Loral                | FS-1300       |                   | 315° EL  | Atlas V 431              | 24 ноября 2009   |
| Intelsat 15                     | Orbital Sciences Corp              | Star 2        |                   | 85° EL   | Наземный старт Зенит-3SL | 30 ноября 2009   |
| Intelsat 16                     | Orbital Sciences Corp              | Star-2        |                   | 58 West  | Протон-К                 | 12 февраля 2010  |
| Intelsat 17                     | Space Systems Loral                | FS-1300       |                   | 66 East  | Ariane 5ECA V198         | 26 ноября 2010   |
| Intelsat New Dawn               | Orbital Sciences Corporation (OSC) | Star-2.4 Bus  |                   | 32.8°E   | Ariane 5                 | 22 апреля 2011   |
| Intelsat-18                     | Orbital Sciences Corporation (OSC) | Star-2.4 Bus  |                   | 180 East | Зенит-3SLB               | 05 октября 2011  |
| Intelsat-19                     | Space Systems Loral                | SS/L-1300E    |                   | 166 East | Sea Launch Зенит-3SL     | 01 июня 2012     |